# مارتن يوهانسون (لاعب هوكي الجليد)
مارتن يوهانسون (بالسويدية: Martin Johansson)‏ هو لاعب هوكي الجليد سويدي، ولد في 16 أبريل 1975 في أوميو في السويد.

## وصلات خارجية
- مارتن يوهانسون على موقع EliteProspects.com (الإنجليزية)
- مارتن يوهانسون على موقع HockeyDB.com (الإنجليزية)